# Sylvia Kristel

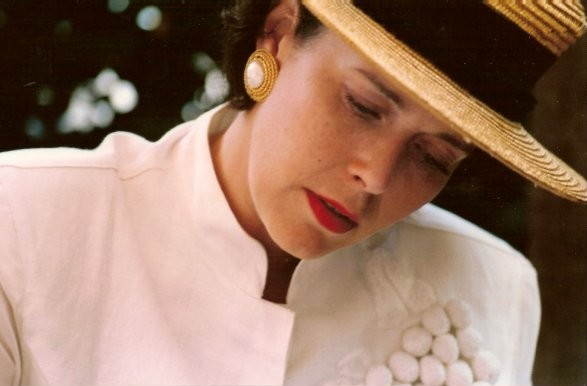
Kristel bei den Filmfestspielen von Cannes 1990

Sylvia Kristel (anhörenⓘ; * 28. September 1952 in Utrecht; † 17. Oktober 2012 in Amsterdam) war eine niederländische Schauspielerin und ein Model.

## Karriere

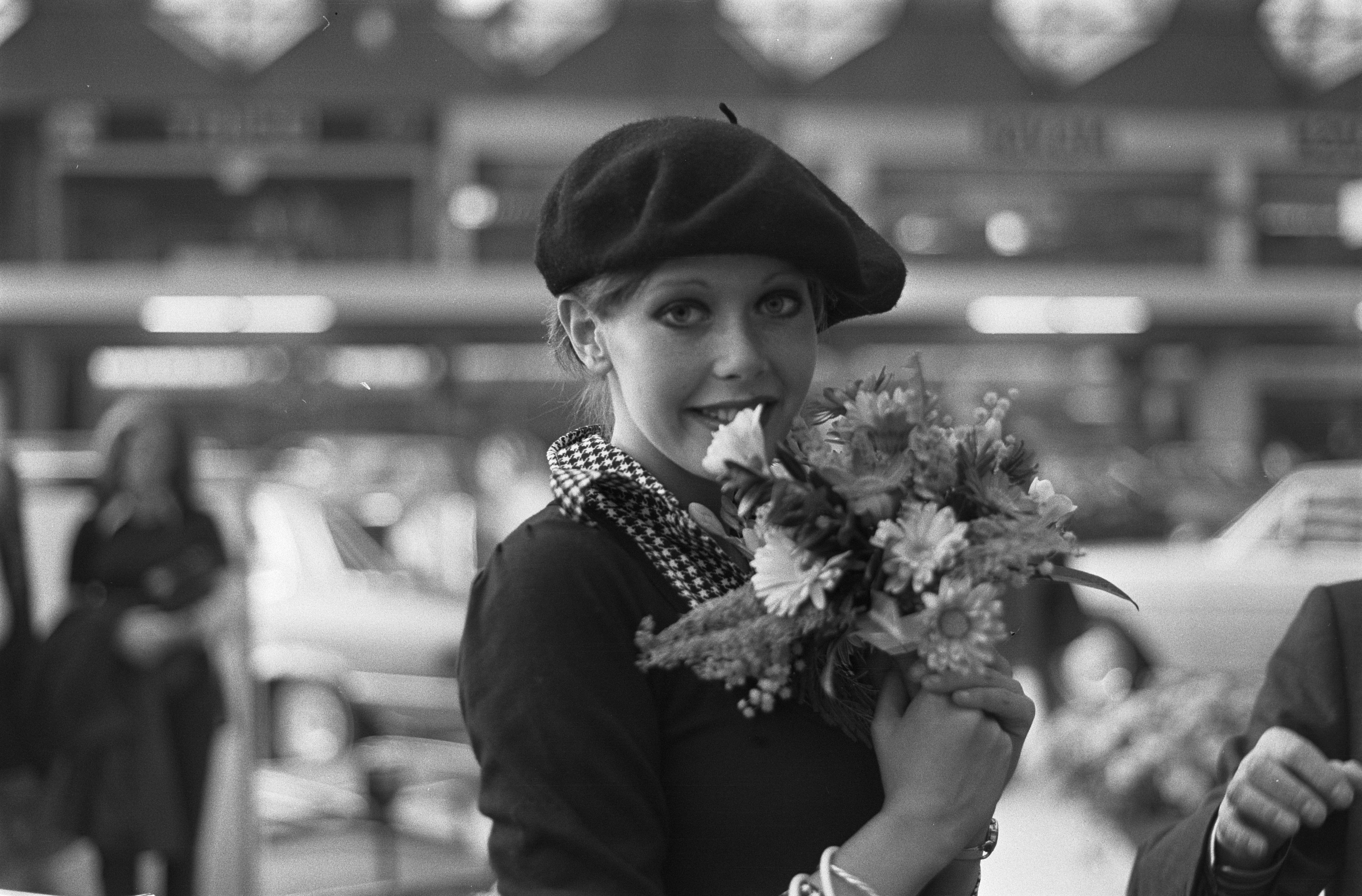
Sylvia Kristel (1973)

Mit 17 Jahren begann sie als Fotomodell zu arbeiten, 1973 gewann sie den Wettbewerb Miss TV Europe.
International bekannt wurde sie 1974 durch die Hauptrolle in dem Erotikfilm Emmanuelle (nach dem gleichnamigen Roman von Emmanuelle Arsan; Regie Just Jaeckin). Seither war ihr Name eng mit dem Film verbunden, und das Filmplakat, das sie mit kurzen Haaren, halbnackt in einem Rattansessel sitzend und mit einer Perlenkette spielend abbildet, wurde zu einem Sinnbild der sexuellen Revolution und Freizügigkeit jener Jahre. Der Film gilt als der kommerziell erfolgreichste Film französischer Produktion in den 1970er Jahren.
In den folgenden Filmen blieb Kristel dem Genre treu und spielte neben einigen Emmanuelle-Nachfolgefilmen auch die Titelrolle in Lady Chatterley’s Liebhaber (1981) und Mata Hari (1985). 1981 wirkte sie in den Vereinigten Staaten an der Sexkomödie Zärtlich fängt die Liebe an mit.
Kristel trat in über 50 Filmen als Haupt- oder Nebendarstellerin auf. 2004 inszenierte sie den Kurzfilm Topor et moi, der sich mit dem Beginn ihrer Karriere auseinandersetzt; er blieb ihre einzige Regiearbeit.

## Privatleben
In ihrer 2006 erschienenen Autobiografie schreibt Kristel, dass sie mit neun Jahren missbraucht worden sei. Als sie 14 und ihre jüngere Schwester Marianne zwölf Jahre alt war, trennten sich ihre Eltern, was Kristel als Trauma bezeichnete.
Ihr Sohn, Arthur Kristel (* 1975), entstammt ihrer Liebesbeziehung mit dem belgischen Schriftsteller Hugo Claus (1929–2008). Sie verließ Claus, um mit dem Schauspieler Ian McShane zusammenzuleben, den sie 1979 bei Dreharbeiten zu dem Film Das Geheimnis der eisernen Maske kennengelernt hatte. Mit McShane zog sie nach Los Angeles, wo sie in den folgenden fünf Jahren erfolglos versuchte, in der amerikanischen Filmindustrie Fuß zu fassen, und kokainabhängig wurde.
Nach ihrer Beziehung mit McShane war Kristel zweimal verheiratet. Ihre Ehe mit dem amerikanischen Geschäftsmann Alan Turner endete nach fünf Monaten. In zweiter Ehe war sie mit dem Filmproduzenten Phillippe Blot verheiratet. Später lebte sie mit dem belgischen Radioproduzenten Fred De Vree zusammen bis zu dessen Tod.
Kristel sprach neben Niederländisch auch Französisch, Englisch, Deutsch und Italienisch. Sie lebte meist in Amsterdam.
Kristel war seit ihrem elften Lebensjahr starke Raucherin ungefilterter Zigaretten. 2001 wurde bei ihr eine Krebserkrankung im Hals festgestellt, die auf ihre Lunge übergriff.
Im Juli 2012 erlitt sie einen Schlaganfall und starb im Oktober desselben Jahres.

## Filmografie (Auswahl)
- 1973: Niet voor de Poesen (C.A.T.S.)
- 1973: Frank & Eva (Frank en Eva)
- 1974: Emmanuelle
- 1974: Die Nichte der O. (Julia – Es war nicht die Nachtigall)
- 1975: Emmanuelle 2 – Garten der Liebe (Emmanuelle: L'antivierge)
- 1976: Alice (Alice ou la dernière fugue)
- 1976: Die getreue Frau (Une femme fidèle)
- 1976: Emanuela 77 (La Marge)
- 1977: Die wilden Mahlzeiten (René la canne)
- 1977: Goodbye Emmanuelle
- 1978: Mysteries
- 1978: Tigers in Lipstick (Letti selvaggi)
- 1979: Airport ’80 – Die Concorde (The Concorde: Airport ’79)
- 1979: Das Geheimnis der eisernen Maske (The 5th Musketeer)
- 1980: Die nackte Bombe (The Nude Bomb)
- 1980: Erste Klasse (Un amore in prima classe)
- 1981: Lady Chatterleys Liebhaber (Lady Chatterley’s Lover)
- 1981: Zärtlich fängt die Liebe an (Private Lessons)
- 1983: Private School
- 1984: Emmanuelle 4 (Emmanuelle IV)
- 1985: Mata Hari
- 1985: Nachhilfe in Sachen Liebe (The Big Bet)
- 1985: Red Heat – Unschuld hinter Gittern (Red Heat)
- 1987: Casanova (Fernsehfilm)
- 1987: Flucht in den Tod (The Arrogant)
- 1989: Draculas Witwe (Dracula’s Widow)
- 1989: Feuer im Blut (Hot Blood)
- 1990: Im Schatten der Sandburg (In the Shadow of the Sandcastle)
- 1993: Digital Love (Emmanuelle au 7ème ciel)
- 1993: Emmanuelles Freundin (L’amour d’Emmanuelle)
- 1993: Emmanuelle in Tibet (Éternelle Emmanuelle)
- 1993: Emmanuelles Zauber (Magique Emmanuelle)
- 1993: Emmanuelles Parfüm (Le parfum d’Emmanuelle)
- 1993: Emmanuelle in Afrika (La revanche d’Emmanuelle)
- 1993: Emmanuelle in Venedig (Emmanuelle à Venise)
- 1993: Emmanuelles Geheimnis (Le secret d’Emmanuelle)
- 1997: Gastons Krieg (Gaston’s War)
- 1999: Harry Rents a Room
- 2000: Die Unbesiegbaren
- 2001: Forgive me (Vergeef me)
- 2010: Two Sunny Days
- 2010: Die Swingmädchen (Le ragazze dello swing, Fernsehfilm)